# Kambiwa neotropica
Espèce
Synonymes
- Ninetis neotropica Kraus, 1957

Kambiwa neotropica est une espèce d'araignées aranéomorphes de la famille des Pholcidae.

## Distribution
Cette espèce est endémique du Pernambouc au Brésil,.

## Description
Le mâle holotype mesure 1,3 mm.

## Publication originale
- Kraus, 1957 : Araneenstudien 1. Pholcidae (Smeringopodinae, Ninetinae). Senckenbergiana Biologica, vol. 38, p. 217-243.